# Solna församling
Solna församling är en församling i Solna kontrakt, Stockholms stift och Solna kommun. Församlingen omfattar hela kommunen och utgör ett eget pastorat.

## Administrativ historik
Församlingen har medeltida ursprung. 1260 utbröts Storkyrkoförsamlingen i Stockholm. 1558 överfördes området Sicklaö till den då bildade Danviks hospital och Sicklaö församling.  1653 överfördes södra delen av Lidingön till den då bildade Lidingö församling, 1849 införlivades Invalidkåren på Ulriksdals församling, bildad 1822.
Den 1 januari 1949 (enligt beslut den 30 mars 1948) överfördes ett område med 391 invånare från Spånga församling till Solna församling. Området omfattade en areal av 0,60 km², varav 0,57 km² land. Samtidigt överfördes från Solna församling till Sundbybergs församling ett område med 2 810 invånare och omfattande en areal av 0,32 km², varav allt land.
Den 1 januari 1951 (enligt beslut den 24 mars 1950) överfördes ett obebott område från Sundbybergs församling till Solna församling omfattande en areal av 0,005 km², varav allt land.
Den 1 januari 1956 överfördes ett obebott område, omfattande en areal av 0,001 km² (varav allt land), från Solna församling till Sundbybergs församling.
Den 1 januari 1963 utbröts Råsunda församling med 35 927 invånare, och omfattande en areal av 3,86 km² land, som återgick den 1 januari 2008.
Den 1 januari 1966 överfördes från Solna församling till Sundbybergs församling ett obebott område omfattande en areal av 0,08 km² land. I motsatt riktning överfördes ett obebott område omfattande en areal av 0,03 km² land.

### Pastorat
- Från medeltiden till 1529: Församlingen utgjorde ett eget pastorat.[3]
- 1529 till 1636: Annexförsamling i Storkyrkoförsamlingens pastorat.[3]
- 1636 till 1668: Församlingen utgjorde ett eget pastorat.[3]
- 1668 till 13 oktober 1671: Annexförsamling i Storkyrkoförsamlingens pastorat.[3]
- 13 oktober 1671 till 1686: Annexförsamling i Kungsholms pastorat.[3]
- Från 1686: Församlingen utgör ett eget pastorat.[3]

## Areal
Solna församling omfattade den 1 januari 1952 en areal av 20,42 km², varav 19,15 km² land. Efter nymätningar och arealberäkningar färdiga den 1 januari 1955 omfattade församlingen den 1 januari 1961 en areal av 20,65 km², varav 19,51 km² land. Den 1 januari 1976 omfattade församlingen en areal av 16,7 km², varav 15,6 km² land.

## Kyrkoherdar
| Ämbetstid | Namn                   | Levnadstid | Övrigt                                             |
| --------- | ---------------------- | ---------- | -------------------------------------------------- |
| 1315      | Johannes               |            |                                                    |
| 1373      | Ficke                  |            |                                                    |
| 1405      | Nicolaus               |            |                                                    |
| 1444      | Thuro                  |            |                                                    |
| 1485–1493 | Ericus Andreae         |            |                                                    |
| 1636–1645 | Lars Westman           | –1645      |                                                    |
| 1645–1648 | Carolus Lithman        | 1612–1686  | Senare domprost i Uppsala församling.              |
| 1659–1663 | Nicolaus Jonæ Salanus  | 1618–1671  | Senare kyrkoherde i Köpings stadsförsamling.       |
| 1663–1664 | Sven Hagelstén         |            | Senare kyrkoherde i Bollnäs församling.            |
| 1664–1668 | Abel Kock              | 1627–1668  |                                                    |
| 1686      | Bengt Perelius         |            |                                                    |
| 1700–1709 | Petrus Ljungberg       | 1668–1726  | Senare kyrkoherde i Eskilstuna stadsförsamling.    |
| 1709–1735 | Gabriel Hinnel         | 1677–1735  | Kontraktsprost.                                    |
| 1735–1753 | Laurentius Marci Holst | –1753      |                                                    |
| 1755–1760 | Olof Celsius den yngre | 1716–1794  | Senare biskop i Lunds stift.                       |
| 1760–1782 | Henric Westerman       | 1718–1782  |                                                    |
| 1782–1800 | Johan Gustaf Flodin    | 1741–1808  | Senare biskop i Västerås stift.                    |
| 1800–1808 | Johan Lundström        |            | Senare kyrkoherde i Gävle församling.              |
| 1809–1812 | Johan Olof Wallin      | 1779–1839  | Senare ärkebiskop i Uppsala stift.                 |
| 1812–1823 | Thorbjörn Morén        | 1781–1843  | Senare kyrkoherde i Karlskoga församling.          |
| 1824–1832 | Carl Johan Een         | 1792–1842  | Senare kyrkoherde i Herrestads församling.         |
| 1833–1839 | Pehr Axel Fröst        | 1802–1853  | Senare kyrkoherde i Jakob och Johannes församling. |
| 1839–1845 | Bengt Gustaf Lindgren  | 1795–      |                                                    |

### Komministrar
| Ämbetstid | Namn                        | Levnadstid | Övrigt                                             |
| --------- | --------------------------- | ---------- | -------------------------------------------------- |
|           | Ericus Pålck                |            |                                                    |
| 1643      | Laurentius                  |            |                                                    |
| 1646      | Olaus Magni                 |            |                                                    |
| 1654      | Michael Martini             |            |                                                    |
| 1660–1672 | Lars Bürgerus               | –1672      |                                                    |
| 1673–1690 | Gabriel Achraelius          |            | Senare kyrkoherde i Västerlövsta församling.       |
| 1690–1695 | Daniel Rydenius             |            | Senare kyrkoherde i Sigtuna församling.            |
| 1697–1698 | Jonas Heidman               | –1698      |                                                    |
| 1700      | Hans Lydell                 | –1706      |                                                    |
| 1705–1728 | Peter Ahlberg               | 1666–1728  |                                                    |
| 1730–1734 | Aron Pauliander             |            |                                                    |
| 1734–1737 | Sven Jacob Geringius        | –1737      |                                                    |
| 1738–1751 | Simon Carsberg              |            | Senare kyrkoherde i Rimbo församling.              |
| 1752–1760 | Henric Westerman            | 1718–1782  | Senare kyrkoherde i församlingen.                  |
| 1760–1779 | Nils Svanberg               | 1718–1779  |                                                    |
| 1780–1784 | Gustaf Eric Österberg       | 1746–1784  |                                                    |
| 1784–1793 | Olof Fredric Grundén        | 1751–1793  |                                                    |
| 1793–     | Anders Hammarlund           | 1758–      |                                                    |
| 1807–1821 | Pehr Wallinder              |            | Senare kyrkoherde i Tuna församling.               |
| 1822–1824 | Carl Johan Een              | 1792–1842  | Senare kyrkoherde i Herrestads församling.         |
| 1824–1828 | Johan Christian Wallensteen | 1794–1868  | Senare kyrkoherde i Kuddby församling.             |
| 1829–1830 | Johan Magnus Almqvist       | 1799–1873  | Senare kyrkoherde i Skärstads församling.          |
| 1831–1833 | Pehr Axel Fröst             | 1802–1853  | Senare kyrkoherde i Jakob och Johannes församling. |
| 1834–1839 | Bengt Gustaf Lindgren       | 1795–      | Senare kyrkoherde i församlingen.                  |
| 1839–1842 | Carl Wilhelm Park           | 1808–      | Senare kyrkoherde i Stora Skedvi församling.       |
| 1842–     | Pehr Hasselrot              | 1805–      |                                                    |

## Organister
| Ämbetstid | Namn             | Levnadstid | Övrigt    |
| --------- | ---------------- | ---------- | --------- |
| 1963–1964 | Nils Gunnar Holm | 1925–      | Organist. |

## Kyrkor
- Hagalunds kyrka
- Råsunda kyrka
- Solna kyrka
- Bergshamra kyrka
- Ulriksdals slottskapell
- Sjukhuskyrkan på Karolinska sjukhuset

### Tidigare kyrkor
- Löftets kyrka

## Begravningsplatser
- Ulriksdals begravningsplats